# 職員
職員（しょくいん）とは、一般に企業や官公庁などの組織に属する者を指す。

## 企業の職員
企業にあっては使用人、従業員、従業者などと同義に用いられる。法人にあっては役員は含まない。日本法上は、法人の職員は当該法人と雇用関係にあり、委任関係にある役員とは区別される。
株式会社等の営利を目的とする事業体にあっては、商業使用人たる労働者のことを指して「職員」と称する例はあまり多くなく、俗称としての社員、会社員という呼称が一般的である。ただし、株式会社形態であっても、行員または銀行員（銀行業）のように、当該業界における独自の用語法（業界用語）が用いられていることもある。

## 官公庁の職員
官公庁の職員とはすなわち公務員であるが、法令上は、その目的にしたがって、一定範囲に限定した定義を置いていることもある（例えば、国家公務員法2条4項、地方公務員法4条1項）。